# 性本能と原爆戦
『性本能と原爆戦』（Panic in Year Zero!）は、1962年に製作されたSFパニック映画である。

## 概要
『失われた週末』でアカデミー主演男優賞を受賞したレイ・ミランドが主演のほかに監督も務めた本作。ロサンゼルスに他国から原子爆弾による攻撃がなされたことでパニックに陥ったアメリカを、ある一家の視点を通して描いている。架空の戦争が起こった世界という点でSFパニック映画としてジャンル分けされることが多いが、実際には家族の身に起る様々な事件や問題に葛藤する父親の姿を中心に描いたドラマ映画でもあり、家族愛、夫婦愛、親子愛、初恋などの感情要素が色濃く組み込まれている。突如として勃発した戦争による原子爆弾の放射能から避難生活を余儀なくされた家族を守ろうとする父親をミランドが演じているほか、『雨に唄えば』などで知られるジーン・ヘイゲンが避難生活の不便さに翻弄される母親を演じている。

## あらすじ
ある早朝、アメリカ郊外の閑静な住宅街に住むボールドウィン一家が家族そろってキャンプへ出発する。何事もなく目的地に向かっていたボールドウィン一家だったが、山道を走行中に背後に凄まじい閃光が走った。車を止めたハリー（レイ・ミランド）は急いで車を降り、妻のアン（ジーン・ヘイゲン）、息子のリック（フランキー・アヴァロン）と娘のカレン（メアリー・ミッチェル）もそれに続いた。閃光の方向は自分たちが住むロサンゼルスで、ハリーたちの目の前には大きな雲柱が立っている。急いで車に戻りラジオをかけるも、ロサンゼルスの放送局はどれも不通。更には電話も繋がらない状態で途方に暮れていた一家だったが、ようやく車のラジオから緊急放送が流れてきて、ロサンゼルスに原子爆弾が投下された事を伝えるニュースが流れてきた。アンの母親の様子も気がかりなことから、一家は来た道を急いで戻るのだが、ロサンゼルス方面からは原子爆弾による死の灰から逃れる人々の車列で道はごった返すのだった。そして、放射能の影響や原爆投下による壊滅的な被害を受けただろう町に戻ることへの危険を感じたハリーは、反対する妻の意見をさえぎって街へ戻ることをやめてしまう。
一方、爆心地からほど遠い場所にある町へ入ると、そこでは戦争の混乱に便乗したガソリンスタンドや食料品店は一斉に商品の価格を吊り上げており、人々は半ばパニックに陥っていた。次第にそんな人々からは秩序が失われていき、それぞれの縄張り意識を持ったグループがお互いを銃で威嚇し合う状況にまでなり下がってしまう。その人々の姿を目の当たりにしたハリーは一家を引き連れて、とある山中の洞窟で生活することを決断する。ウォード・ムーアの短篇、『ロト』および『ロトの娘』が原作だが、ノンクレジットである。

## キャスト・スタッフ

### キャスト
- ハリー・ボールドウィン - レイ・ミランド
- アン・ボールドウィン - ジーン・ヘイゲン
- リック・ボールドウィン - フランキー・アヴァロン
- カレン・ボールドウィン - メアリー・ミッチェル
- マリリン・ヘイズ - ジョーン・フリーマン
- カール - リチャード・バカリアン
- パウエル・ストロング医師 - ウィリス・ブーシェイ

### スタッフ
- 監督：レイ・ミランド
- 原案：ジェイ・シムズ
- 脚本：ジェイ・シムズジョン・モートン
- 音楽：レス・バクスター
- 撮影：ギルバート・ウォーレントン